# Chanteraine
Chanteraine is een gemeente in het Franse departement Meuse in de regio Grand Est en telt 216 inwoners (2004). De plaats maakt deel uit van het arrondissement Bar-le-Duc en van de Communauté d'Agglomération Bar-le-Duc Sud Meuse, een samenwerkingsverband tussen 33 gemeenten.

## Geschiedenis
Het gebied wordt sinds het Gallo-Romeinse tijdperk permanent bewoond. Het gebied rond Morlaincourt was oorspronkelijk een eeuwenoud wijngebied. In de 13de eeuw was Morlaincourt het centrum van het domein Malberg. De eerste bekende heer van Morlaincourt was in 1261 ridder Evrard van Vargnenciaux. Omdat de heer van Morlaincourt vazal was van de graaf van Ligny, werd het dorp door Keizer Karel belegerd.
In de XVIe eeuw werd het domein gekocht door een adellijke rechtsgeleerde en de erfrechten gingen over op de afstammelingen van zijn schoonzoon Dominique Dordelu, de slager van Morlaincourt. Voor de Franse Revolutie werd het domein door de laatste heer van Ligny, Jean Brigeat van Lambert, afgekocht.
Tijdens het ancien régime viel Chennevières onder het rechtsgebied van Bar-le-Duc. In 1870 en gedurende de Tweede Wereldoorlog werden Morlaincourt et Oëy door Duitse troepen bezet.
Tot in de 19e eeuw werd er in Chennevières cannabis verbouwd. Aan de wijnbouw kwam in het begin van de 20ste eeuw een einde doordat de uit Amerika overgebrachte druifluis (de phylloxéra) toesloeg. In Frankrijk werd zo'n 70 % van alle wijngaarden vernietigd. Ook in Morlaincourt werden de wijnbouwers gedwongen over te stappen op de landbouw en veeteelt.
In 1973 werden de buurtschappen Chennevières, Morlaincourt en Oëy samengevoegd tot de gemeente Chanteraine. In het uit de 16de eeuw stammende château Morlaincourt werd het gemeentehuis gevestigd.

## Geografie
De oppervlakte van Chanteraine bedraagt 22,8 km², de bevolkingsdichtheid is 9,5 inwoners per km².
De onderstaande kaart toont de ligging van Chanteraine met de belangrijkste infrastructuur en aangrenzende gemeenten.

## Demografie
Onderstaande figuur toont het verloop van het inwonertal (bron: INSEE-tellingen).

Abainville · Amanty · Badonvilliers-Gérauvilliers · Biencourt-sur-Orge · Bonnet · Le Bouchon-sur-Saulx · Brauvilliers · Bure · Chanteraine · Chassey-Beaupré · Couvertpuis · Dainville-Bertheléville · Dammarie-sur-Saulx · Delouze-Rosières · Demange-Baudignécourt · Fouchères-aux-Bois · Givrauval · Gondrecourt-le-Château · Hévilliers · Horville-en-Ornois · Houdelaincourt · Ligny-en-Barrois · Longeaux · Mandres-en-Barrois · Mauvages · Menaucourt · Ménil-sur-Saulx · Montiers-sur-Saulx · Morley · Naix-aux-Forges · Nantois · Ribeaucourt · Les Roises · Saint-Amand-sur-Ornain · Saint-Joire · Tréveray · Vaudeville-le-Haut · Villers-le-Sec · Vouthon-Bas · Vouthon-Haut